# Burgauberg-Neudauberg
Burgauberg-Neudauberg (en húngaro: Burgóhegy-Magashegy) es una ciudad localizada en el Distrito de Güssing, estado de Burgenland, Austria.
- Wikimedia Commons alberga una categoría multimedia sobre Burgauberg-Neudauberg.

- Datos: Q662349
- Multimedia: Burgauberg-Neudauberg / Q662349

1. ↑  Worldpostalcodes.org, código postal n.º 8291.